# Крсто I Франкопан
Крсто I Франкопан (око 1482. године, Модруш - 27. септембар 1527. година, Вараждин) био је кнез модрушки.
Син је Бернардина Франкопана. Од 1505. године био је кондотијер у служби немачког краља, а касније и римског цара Максимилијана I. У Италијанским ратовима истакао се храброшћу и вештином за време контраофанзивног продора из Крањске, када су повраћени Трст, Истра и подручје до Соче. За ратне заслуге добио је од цара Новиград у Истри и Постојну и именован је капетаном постојнским и крчким. Учествовао је 1513—1514. године у борбама око градова у млетачког Фурланији где је заробљен. После бекства из заробљеништва 1519. године ступио је у службу шпанског двора као капетан, а 1524. године прешао у службу угарско-хрватског краља Лудовика II. Истакао се у угарско-турским ратовима 1525. године смелим продором с одредом од око 6000 војника кроз Хусрев-бегову блокаду Јајца, снабдео је град муницијом и попунио га људством због чега је назван бранитељем краљевина Далмације и Хрватске, односно Славоније. Због интрига је напустио будимски двор и обратио се надвојводи Фердинанду I за помоч у борби против Турака.
У борби између Фердинанда и Јована Запоље прикључио се Запољи који га је поставио за бана и врховног капетана у југозападном делу Угарске. У насталом грађанском рату, Крсто Франкопан је смртно рањен при опсади Вараждина.